# Statul Kordofan de Vest
Statul Kordofan de Vest (în arabă غرب كردفان) este unul dintre cele 18 unități administrativ-teritoriale de gradul I ale Sudanului. Reședința sa este orașul Al-Fulah.